# 司馬蕤
司馬蕤（3世纪—301年），字景回，西晋宗室。

## 生平
他是齐献王司馬攸的庶長子。其叔父遼東王司馬定國早死，咸寧三年（277年）九月，司馬攸以司馬蕤作為其繼嗣，继辽东王之位。
太康四年（283年）五月，改封東萊王，元康年间历任步兵、屯骑校尉。
司马攸死后，嫡子司马冏袭封齐王。司馬蕤生性凶殘，好嗜酒，数次凌辱司马冏，司马冏因他是自己兄长而包容他。皇叔祖赵王司马伦篡位，司马冏起兵讨伐他，司马伦收捕司马蕤及其弟北海王司马寔下廷尉狱，将要诛杀他们。太子中庶子祖纳劝谏保全司马蕤兄弟。正好司马伦心腹孙秀被司马冏等讨伐而死，司马蕤等得以幸免。司马冏率众入洛阳，司马蕤在路上迎接，司马冏不立即相见，司馬蕤愤然说：“吾坐尔殆死，曾无友于之情！”
司马冏推翻司马伦后以大司马身份執政，任司马蕤为散騎常侍，加大將軍、領后军、侍中、特進，增邑满二万户。司马蕤向司马冏请求开府，司马冏说：“武帝子吴王、豫章王尚未开府，你应该在他们之后。”司马蕤因此愈发怨恨，秘密上表司马冏专权。永寧元年（301年）六月，司馬蕤與左衛將軍王輿謀廢司馬冏，八月事敗後被廢為庶人，徙居上庸，王輿被灭族。司马蕤又被改封微阳侯。当月，司馬冏指使上庸内史陈锺秘密殺死司马蕤。晋惠帝下诏诛杀陈锺，复司马蕤封爵，以王礼改葬。

## 儿子
子司马遵继嗣，后又出继成都王司马颖。后来翊军校尉李含奔长安诈称受密诏，唆使河间王司马颙诛杀司马冏，司马颙就上表称司马蕤知道司马冏的逆行，上表陈说，反被诬陷获罪罢黜迁徙。太安元年（302年）十二月，司马冏伏诛，司马蕤另一子司马照被封为齐王。